# Szymon Hanuszek
Szymon Hanuszek (ur. 27 października 1873 w Krzczonowie, zm. 12 maja 1940 tamże) – kapłan katolicki, doktor teologii, prałat. 
Został wyświęcony 8 sierpnia 1897 w Krakowie z rąk kardynała Jana Puzyny. W 1900 uzyskał doktorat w Innsbrucku. Później przez rok był wikariuszem w Mogile. W latach 1901–1909 był prefektem Wyższego Seminarium Duchownego Archidiecezji Krakowskiej. Wykładał dogmatykę na Wydziale Teologicznym Uniwersytetu Jagiellońskiego. W 1928 został prałatem. Z kolei od 1931 do 1939 był rektorem krakowskiego seminarium. W 1930 z jego inicjatywy wybudowano w Krzczonowie nowy kościół, a w 1936 utworzono parafię. Po wybuchu II wojny powrócił do rodzinnej wsi.